# Mainzer Mikrotron
Das Mainzer Mikrotron MAMI ist ein Teilchenbeschleuniger für Elektronenstrahlen, der vom Institut für Kernphysik der Universität Mainz betrieben und für Experimente der Kern- und Hochenergiephysik benutzt wird. Es ist als mehrstufiges Rennbahnmikrotron mit normalleitenden Linearbeschleunigern aufgebaut. Der Beschleuniger steht seit 1979 für Experimente zur Verfügung und wurde seither kontinuierlich erweitert. In der neuesten Ausbaustufe MAMI-C kann der Beschleuniger polarisierte Elektronenstrahlen (Polarisationsgrad typisch 80 %) von mehr als 20 µA Strahlstrom und unpolarisierte Elektronenstrahlen von bis zu 100 µA auf relativistische Energien bis 1,5 GeV beschleunigen.
Das MAMI ist ein sogenannter Dauerstrichbeschleuniger, d. h. der Strahl ist nicht, wie bei manchen anderen Beschleunigeranlagen, in Makropulse aufgeteilt, sondern die Teilchenpakete (Bunche) durchlaufen den Beschleuniger in kontinuierlicher Folge. Die Zeitstruktur des Strahls ist dadurch so fein, dass die Detektoren der Experimente sie nicht mehr auflösen können und der Strahl somit wie ein kontinuierlicher Gleichstrom wirkt. Dies hat den großen Vorteil, dass die Menge anfallender Experimentierdaten gleichmäßig verteilt und nicht in kurzen Pulsen konzentriert ist. Der Beschleuniger erzeugt einen scharf definierten Strahl: der Strahldurchmesser ist wenige 0,1 mm groß und die Energieunschärfe kleiner als 13 keV. Die Energie der Elektronen streut also nur um etwa ein Hunderttausendstel um den Sollwert (MAMI-C: ca. 110 keV bzw. sieben Hunderttausendstel). Auch die Position des Strahls wird über komplexe Regelungsmechanismen auf weniger als 200 µm konstant gehalten.
Dieses Gerät eignet sich daher sehr gut, um Präzisionsuntersuchungen zur Struktur der Materie im subatomaren Bereich durchzuführen. Die Forschung am Institut konzentriert sich besonders auf die Untersuchung subatomarer Gebilde, die aus vielen Teilchen mit starker Wechselwirkung zusammengesetzt sind. Vier experimentelle Arbeitsgruppen mit Kooperationspartnern aus mehr als zehn Ländern haben sich bis jetzt (2008) am Institut angesiedelt, um den Beschleuniger zu nutzen. Eine Gruppe von theoretischen Physikern nutzt die so gewonnenen Erkenntnisse, um das Verständnis über die Wechselwirkung der Elementarteilchen, insbesondere der Quarks und Gluonen, zu verbessern.
Im Mai 2008 wurde die Ausstattung des Instituts um einen Supercomputer erweitert, mit dem komplexe theoretische Simulationen im Kontext der Teilchen- und Hochenergiephysik durchgeführt werden können.

## Geschichte
Das Gesamtkonzept und die ersten Stufen von MAMI wurden entwickelt von Helmut Herminghaus in Zusammenarbeit mit Karl-Heinz Kaiser, die insbesondere für dieses Projekt vom Direktor des Instituts Hans Ehrenberg dazu berufen wurden. 
| 1975 | Erster Vorschlag für ein Rennbahnmikrotron (RTM)                                        |
| 1979 | Erster Elektronenstrahl des Prototyp-RTM MAMI A1 mit 14 MeV Endenergie                  |
| 1983 | Fertigstellung der ersten Erweiterung MAMI A2 mit 183 MeV Endenergie                    |
| 1990 | Fertigstellung der zweiten Erweiterung MAMI B mit 855 MeV Endenergie                    |
| 1992 | Fertigstellung einer Quelle für polarisierte Elektronen                                 |
| 1993 | Installation einer Anlage für kohärente Röntgenstrahlung im X1-Experiment               |
| 2002 | Installation eines FEL für Infrarotstrahlung im X1-Experiment                           |
| 2006 | Fertigstellung der dritten Erweiterung MAMI C mit 1,5 GeV Endenergie                    |
| 2008 | Installation eines Computerclusters für Simulationen im Rahmen der theoretischen Physik |

## Funktionsprinzip
Ein Linearbeschleuniger für Elektronen erlaubt typisch nur wenige MeV Energiegewinn pro Meter Länge. An MAMI durchlaufen die Elektronen denselben Linearbeschleuniger mehrfach, wobei sie nach jedem Durchlauf durch Magnete umgelenkt und wieder zum Anfang des Linearbeschleunigers zurückgeführt werden. (In Kauf genommen wird dabei, dass die Elektronen bei der Umlenkung jeweils einen Teil ihrer Energie als Synchrotronstrahlung verlieren.) Die Bahnen sehen hierbei wie die Rennbahnen einer antiken Arena aus, weshalb dieses Konzept als Rennbahn-Mikrotron (Racetrack Microtron, RTM) bezeichnet wird. Die Umlenkmagnete müssen groß genug sein, damit auch die Elektronen der höchsten Energie noch vollständig in ihrem Inneren abgelenkt werden. Für die Beschleunigerstufe MAMI B sind diese Magnete ca. 5 m breit und 450 t schwer. Damit ist die mechanische Grenze des RTM-Konzepts erreicht, wodurch MAMI das größte Mikrotron der Welt ist.
Die neueste Beschleunigerstufe verwendet daher nicht mehr zwei um 180° ablenkende Magnete und einen Linearbeschleuniger, sondern vier jeweils um 90° ablenkende Magnete und zwei Linearbeschleuniger. Für dieses neue Konzept des harmonischen doppelseitigen Mikrotrons wurden weltweit erstmals Linearbeschleuniger mit einer Frequenz von 4,90 GHz entwickelt und eingesetzt.

## Technische Daten
| Stufe                       | MAMI B      | MAMI C        |
| --------------------------- | ----------- | ------------- |
| Endenergie                  | 855.1 MeV   | 1508 MeV      |
| Umläufe                     | 90          | 43            |
| Magnetfeld (Umlenkmagnete)  | 1,28 T      | 0,95–1,53 T   |
| Masse (Umlenkmagnete)       | 250 t       | 450 t         |
| Mikrowellenfrequenz         | 2,45 GHz    | 2,45/4,90 GHz |
| Mikrowellenleistung         | 102 kW      | 117/128 kW    |
| Länge (Linearbeschleuniger) | 8,9 m       | 8,6/10,1 m    |
| Größe der Anordnung (L × B) | 21 m × 10 m | 30 m × 15 m   |

- Anmerkung: Die Größe bezieht sich nur auf die von den Umlenkmagneten eingeschlossene Grundfläche.

## Forschungsschwerpunkte
Das Institut für Kernphysik beherbergt vier experimentelle Arbeitsgruppen, die den Strahl des Beschleunigers auf unterschiedliche Arten für die physikalische Grundlagenforschung und angewandte Forschungsthemen nutzen.

### A1-Kollaboration
Für das Experiment der A1-Kollaboration wird der Elektronenstrahl auf feste (z. B. Kohlenstoff), flüssige (z. B. Wasserstoff) und gasförmige Ziele (z. B. {\displaystyle {}^{3}}He) geschossen. Untersucht werden dabei besonders solche Reaktionen, in denen zusätzliche Teilchen erzeugt werden. Diese neu erzeugten Teilchen, die am Ziel gestreuten Elektronen und gegebenenfalls die aus dem Ziel herausgeschlagenen Kernfragmente werden dann mittels magnetischer Spektrometer nachgewiesen und identifiziert. Die A1-Kollaboration besitzt drei solcher Spektrometer, die jeweils unter verschiedenen Winkeln auf das Ziel ausgerichtet werden können und somit gezielt nur solche Teilchen nachweisen, die unter einem bestimmten Winkel gestreut oder erzeugt wurden. Die Spektrometer können in Koinzidenz betrieben werden, wodurch man aus der großen Menge stattfindender Reaktionen die für die Fragestellung des Experiments relevanten Reaktionen herausfiltern kann. Ein viertes Spektrometer, das KAOS-Spektrometer, wird bei Messungen extrem kurzlebiger Teilchen, der Kaonen, zusätzlich in den Messaufbau eingesetzt. Diese Messungen dienen dazu, bestimmte Formfaktoren von Proton und Neutron zu ermitteln. Mit Hilfe dieser Messungen soll bestimmt werden, mit welcher Struktur Proton und Neutron aus ihren Bestandteilen, den Quarks und Gluonen zusammengesetzt sind. Außerdem werden Untersuchungen über Struktur und Zusammenhalt von leichten Atomkernen durchgeführt.

### A2-Kollaboration
Im Experiment der A2-Kollaboration wird der Elektronenstrahl nicht direkt genutzt, sondern durch Bestrahlung eines Bremsstrahlungstargets (je nach Zielsetzung eine dünne Metallfolie oder Diamant) hochenergetische Gammastrahlung mit Energien von 100 MeV bis 1,5 GeV erzeugt. Durch Verwendung einer Photonenmarkierungsanlage ist es möglich, für jedes der hierbei erzeugten Gamma-Quanten einzeln die genaue Energie zu bestimmen, so dass auch die Energieabhängigkeit der beobachteten Phänomene untersucht werden kann. Als Detektor verwendet das A2-Experiment seit 2003 den inzwischen weitgereisten Crystal-Ball-Detektor, bestehend aus 672 Natriumiodid-Kristallen. Neben Wasserstoff und Deuterium wurden auch schon schwerere Kerne bis hin zum Blei untersucht.

### A4-Kollaboration
Im A4-Experiment wird der polarisierte Elektronenstrahl mit Energien zwischen 315 MeV und 1508 MeV auf Ziele aus flüssigem Wasserstoff oder Deuterium geschossen. Die gestreuten Elektronen werden in einem Kalorimeter, bestehend aus 1022 Bleifluorid-Kristallen nachgewiesen. Hierbei werden speziell diejenigen Elektronen untersucht, die elastisch (d. h. ohne Zerstörung oder Anregung des Zielkerns) gestreut wurden. Bei Umkehrung der Polarisationsrichtung ändert sich die Anzahl gestreuter Elektronen um einen geringen Bruchteil von ca. einem Hunderttausendstel, und aus diesen Änderungen können Rückschlüsse auf den Aufbau des Zielkerns gezogen werden. Die A4-Kollaboration untersucht hiermit, wie stark Quantenfluktuationen zum inneren Aufbau und zu den Eigenschaften von Proton und Neutron beitragen, und welche Mechanismen bei der Wechselwirkung von Elektronen mit diesen Teilchen wirken.

### X1-Kollaboration
Die X1-Kollaboration verwendet ebenfalls nicht den Elektronenstrahl selbst, sondern verwendet diesen zur Erzeugung von elektromagnetischer Strahlung unterschiedlicher Wellenlängen bzw. Energien. Dies geschieht in Berylliumfolien durch Übergangsstrahlung, in Einkristallen durch parametrische Röntgenstrahlung oder ganz ohne Medium in magnetischen Undulatorstrukturen. Diese Strahlung kann z. B. zur Röntgen-Strukturanalyse von Materialien eingesetzt werden. Außerdem arbeitet die X1-Kollaboration an der Entwicklung eines Freie-Elektronen-Lasers zur Erzeugung von Infrarotstrahlung im Wellenlängenbereich zwischen 0,05 und 0,20 mm unter Ausnutzung des Smith-Purcell-Effekts.
Alle experimentellen Arbeitsgruppen sind auch in der Entwicklung von Detektorsystemen und experimentellen Apparaturen tätig. Viele der Entwicklungen werden von den im Institut ansässigen Werkstätten hergestellt.

### Theoriegruppe
Neben den experimentellen Arbeitsgruppen gibt es eine theoretische Arbeitsgruppe, die unter Nutzung der experimentellen Ergebnisse das Verständnis der Struktur und Wechselwirkung der Elementarteilchen zu verbessern versucht. Ein Schwerpunkt ist hierbei die chirale Störungstheorie, eine effektive Feldtheorie, die möglichst gute Näherungslösungen für die analytisch nicht lösbaren Gleichungen der QCD sucht. Zum anderen wird im Rahmen der Gittereichtheorie daran gearbeitet, die Eigenschaften von Systemen mit starker Wechselwirkung durch numerische Verfahren (Monte-Carlo-Simulation) zu bestimmen.
Hierzu verfügt die Theoriegruppe über einen leistungsfähigen Computercluster, bestehend aus 250 Rechenknoten mit je zwei Quad-Core-Prozessoren Intel Xeon E5462 (2,8 GHz Taktfrequenz), die über ein DDR-Infiniband-Netzwerk mit einer bidirektionalen Datenübertragungsrate von 2,2 GByte/s verbunden sind. Dieser Cluster erreicht eine Rechenleistung von 17,3 Teraflops im Linpack-Benchmark und eine effektive Rechenleistung für die QCD-Simulationen von 3,7 Teraflops.
Zwei Arbeitsgruppen beschäftigen sich mit Betrieb und Weiterentwicklung des Beschleunigers an sich:

### B1-Kollaboration
Die B1-Kollaboration ist für den Betrieb, die Wartung und Weiterentwicklung des Beschleunigers zuständig. Diese Kollaboration hat auch die jüngste Beschleunigerstufe geplant und aufgebaut.

### B2-Kollaboration
Die B2-Kollaboration ist für die polarisierte Elektronenquelle des Beschleunigers zuständig. Die beteiligten Physiker untersuchen die Eigenschaften der hierfür benötigten Halbleiterkristalle und Lasersysteme, um die Strahlqualität weiter zu verbessern.

## Betrieb
Der Beschleuniger wird von fest angestellten Wissenschaftlern und Ingenieuren sowie von studentischen Hilfsoperateuren betrieben. Die Experimente werden durch wissenschaftliche Arbeitsgruppen (auch als Kollaborationen bezeichnet) geplant, aufgebaut und betrieben. Die Arbeitsgruppen setzen sich aus fest am Institut angestellten Wissenschaftlern und Wissenschaftlern anderer Institute, sowie aus Studenten, die ihre Diplom- oder Doktorarbeit anfertigen, zusammen. Ein großer Teil der Planungs- und Aufbauarbeit wird hierbei von den Studenten geleistet.
Die reine Nutzdauer für Experimente betrug in den letzten Jahren (Stand: Mai 2007) im Mittel 5000 Stunden pro Jahr, das sind 57 % des Jahres und 81 % der jährlichen Betriebsdauer. Der Rest der Betriebszeit entfiel auf Vorbereitung und Weiterentwicklung. Wegen technischer Schwierigkeiten war der Beschleuniger während 160 Stunden pro Jahr außer Betrieb, dies sind 3 % der jährlichen Betriebsdauer.
Im Mai 2008 hat die Ausbaustufe MAMI B des Beschleunigers die Marke von 100 000 Betriebsstunden überschritten.

## Beschleuniger mit ähnlichem Forschungsschwerpunkt
- ELSA an der Rheinischen Friedrich-Wilhelms-Universität Bonn, Deutschland
- CEBAF an der Thomas Jefferson National Accelerator Facility (JLab), Newport News, Virginia, USA